# Franz Suchomel
Franz Suchomel (Krumau, 3 giugno 1907 – 18 dicembre 1979) è stato un militare tedesco testimone di parte nazista delle attività svolte nel campo di sterminio di Treblinka.
Egli fu sottufficiale delle SS (Unterscharführer) di stanza nel campo di sterminio di Treblinka. Partecipò all'Aktion T4 e fece parte delle unità operative attive nella Zona d'operazioni del Litorale adriatico. Venne condannato per le atrocità commesse a Treblinka e scontò quattro anni di prigione.

## Biografia
Franz Suchomel nacque a Krumau nel 1907, quando ancora faceva parte dell'Impero austro-ungarico. Iniziò a lavorare come apprendista nella sartoria del padre prima di prendere le redini dell'impresa di famiglia. Alla fine degli anni venti, e di nuovo brevemente nell'autunno del 1938, prestò servizio nell'esercito cecoslovacco. Suchomel si unì al Partito tedesco dei Sudeti (SdP) nel 1938. Dopo l'incorporazione dei Sudeti al Terzo Reich, a seguito dell'accordo di Monaco, divenne membro del NSKK, una organizzazione del Partito Nazionalsocialista. All'inizio della seconda guerra mondiale, Suchomel fu un sarto dell'esercito tedesco e prestò servizio nella Campagna di Francia nel 1940. Venne impiegato come fotografo nell'ospedale psichiatrico di Hadamar, in cui immortalò i prigionieri prima di essere uccisi.

## Operazione Reinhard
Nell'agosto 1942 venne trasferito nel campo di sterminio di Treblinka. Qui fu responsabile della gestione degli arrivi dei prigionieri ebrei e tra i suoi vari incarichi ci fu il sequestro di oggetti di valore. Convinse molte donne ebree a dirigersi verso le docce che non erano altro che camere a gas.
Prima del termine dell'Operazione Reinhard venne trasferito per un breve periodo presso il Campo di sterminio di Sobibór; successivamente fu di stanza nelle operazioni nel Litorale adriatico, a Trieste. Qui fu coinvolto nell'omicidio di centinaia di ebrei, nel sequestro dei loro beni e nella lotta ai partigiani. Con l'avvicinarsi della fine della guerra, le Unità speciali si ritirarono dal nord Italia alla fine dell'aprile del 1945. Catturato dagli americani, divenne un prigioniero di guerra e venne liberato alla fine di agosto dello stesso anno. Successivamente si stabilì ad Altötting, riprendendo il lavoro sartoriale e facendo parte di diverse orchestre amatoriali cattoliche.

## Il processo
Venti anni dopo la fine della guerra iniziarono i primi processi per i crimini commessi nel campo di Treblinka, nel quale venne evidenziata dagli investigatori la partecipazione di Suchomel. Venne così arrestato l'11 luglio 1963 e condannato per la sua complicità nell'omicidio di migliaia di ebrei e condannato a sei anni di prigione, scontandone solo quattro e tornando in libertà il 20 dicembre 1967.